# باتری پارک (ویرجینیا)
باتری پارک (به انگلیسی: Battery Park) یک منطقهٔ مسکونی در ایالات متحده آمریکا است که در کانتی جزیره وایت واقع شده‌است. باتری پارک ۶٫۱ متر بالاتر از سطح دریا واقع شده‌است.